# Contea di Marion (Missouri)
La contea di Marion (in inglese Marion County) è una contea dello Stato del Missouri, negli Stati Uniti. La popolazione al censimento del 2000 era di 28 289 abitanti. Il capoluogo di contea è Palmyra